# Jarabulus (okrug)
Okrug Jarabulus (ar. منطقة جرابلس) je okrug u sirijskoj pokrajini Alep. Po popisu iz 2004. (prije rata), okrug je imao 58.889 stanovnika. Administrativno sjedište je u naselju Jarabulus.

## Nahije
Okrug je podijeljen u nahije (broj stanovnika se odnosi na popis iz 2004.):
| Poštanski kod | Ime       | Područje [km²] | Broj stanovnika | Sjedište  |
| ------------- | --------- | -------------- | --------------- | --------- |
| SY020800      | Jarabulus | 316,52         | 41.575          | Jarabulus |
| SY020801      | Ghandoura | 290,95         | 17.314          | Ghandoura |